# Produits agroalimentaires traditionnels de Ligurie
Les Produits agroalimentaires traditionnels de Ligurie, reconnus par le ministère des Politiques agricoles, alimentaires et forestières (MIPAAF), sur la proposition du gouvernement de la région de Ligurie sont présentés dans la liste qui suit. La dernière mise à jour est du 7 juin 2012, date de la dernière révision des PAT (produits agroalimentaires traditionnels).

## Liste des produits
| N°  | Dénomination | Secteur                                                                                               |
| --- | --- | --- |
| 1   | Aceto di mele | Boissons sans alcool, spiritueux et liqueurs                                                          |
| 2   | Amaretto | Boissons sans alcool, spiritueux et liqueurs                                                          |
| 3   | Amaro | Boissons sans alcool, spiritueux et liqueurs                                                          |
| 4   | Birra di savignone | Boissons sans alcool, spiritueux et liqueurs                                                          |
| 5   | Distillato di prugna | Boissons sans alcool, spiritueux et liqueurs                                                          |
| 6   | Essenza di lavanda | Boissons sans alcool, spiritueux et liqueurs                                                          |
| 7   | Vino di mele | Boissons sans alcool, spiritueux et liqueurs                                                          |
| 8   | Vino di sambuco (spumante dei poveri)                                                                                      | Boissons sans alcool, spiritueux et liqueurs                                                          |
| 9   | Comune argentata ligure, comune argentata                                                                                  | Viandes (et abats) et leurs préparations                                                              |
| 10  | Comune dorata ligure, comune dorata                                                                                        | Viandes (et abats) et leurs préparations                                                              |
| 11  | Coppa | Viandes (et abats) et leurs préparations                                                              |
| 12  | Frizze | Viandes (et abats) et leurs préparations                                                              |
| 13  | Gambetto di maiale, gambetto                                                                                               | Viandes (et abats) et leurs préparations                                                              |
| 14  | Gigante nera d'italia (poulet du Val di Vara)                                                                              | Viandes (et abats) et leurs préparations                                                              |
| 15  | Mostardella | Viandes (et abats) et leurs préparations                                                              |
| 16  | Pancetta | Viandes (et abats) et leurs préparations                                                              |
| 17  | Paté di lardo | Viandes (et abats) et leurs préparations                                                              |
| 18  | Pecora brigasca | Viandes (et abats) et leurs préparations                                                              |
| 19  | Prosciutta | Viandes (et abats) et leurs préparations                                                              |
| 20  | Prosciutto cotto | Viandes (et abats) et leurs préparations                                                              |
| 21  | Salame (con i lardelli), (salamme cui lardelli)                                                                            | Viandes (et abats) et leurs préparations                                                              |
| 22  | Salame cotto | Viandes (et abats) et leurs préparations                                                              |
| 23  | Salame crudo | Viandes (et abats) et leurs préparations                                                              |
| 24  | Salame genovese di Sant'Olcese, di Orero                                                                                   | Viandes (et abats) et leurs préparations                                                              |
| 25  | Salsiccia | Viandes (et abats) et leurs préparations                                                              |
| 26  | Salsiccia di Brugnato | Viandes (et abats) et leurs préparations                                                              |
| 27  | Salsiccia di Ceriana, slasiccia                                                                                            | Viandes (et abats) et leurs préparations                                                              |
| 28  | Salsiccia di Pignone | Viandes (et abats) et leurs préparations                                                              |
| 29  | Sanguinaccio | Viandes (et abats) et leurs préparations                                                              |
| 30  | Sopressata | Viandes (et abats) et leurs préparations                                                              |
| 31  | Stecchi | Viandes (et abats) et leurs préparations                                                              |
| 32  | Testa in cassetta (soppressata)                                                                                            | Viandes (et abats) et leurs préparations                                                              |
| 33  | Tomaselle | Viandes (et abats) et leurs préparations                                                              |
| 34  | Vacca cabannina | Viandes (et abats) et leurs préparations                                                              |
| 35  | Zeraria (zraria) | Viandes (et abats) et leurs préparations                                                              |
| 36  | Agliata | Condiments                                                                                            |
| 37  | Marò | Condiments                                                                                            |
| 38  | Pasta di acciughe | Condiments                                                                                            |
| 39  | Pesto (alla genovese) | Condiments                                                                                            |
| 40  | Pesto d'aglio | Condiments                                                                                            |
| 41  | Salsa di noci | Condiments                                                                                            |
| 42  | Salsa di pinoli | Condiments                                                                                            |
| 43  | Sugo di carne (alla genovese)                                                                                              | Condiments                                                                                            |
| 44  | Sugo di funghi (alla ligure)                                                                                               | Condiments                                                                                            |
| 45  | Sugo di gherigli | Condiments                                                                                            |
| 46  | Bruzzo (brus, brussu, della Valle Arroscia)                                                                                | Fromages                                                                                              |
| 47  | Caciotta (caciotta di Brugnato)                                                                                            | Fromages                                                                                              |
| 48  | Caprino (della Valbrevenna)                                                                                                | Fromages                                                                                              |
| 49  | Caprino di malga (delle Alpi Marittime)                                                                                    | Fromages                                                                                              |
| 50  | Formaggetta (delle Valli Arroscia e Argentina)                                                                             | Fromages                                                                                              |
| 51  | Formaggetta (savonese, di Stella, della Valle Stura)                                                                       | Fromages                                                                                              |
| 52  | Formaggetta della Val Graveglia, di Bonassola, di Vàise, dell’alta Valle Scrivia, dell’alta Valle Stura, della Val di Vara | Fromages                                                                                              |
| 53  | Formaggio di malga (di Triora)                                                                                             | Fromages                                                                                              |
| 54  | Giuncata (zuncà, giuncà)                                                                                                   | Fromages                                                                                              |
| 55  | Mozzarella di Brugnato | Fromages                                                                                              |
| 56  | Pecorino di malga | Fromages                                                                                              |
| 57  | Prescinsêua (quagliata) | Fromages                                                                                              |
| 58  | Robiola (della Val Bormida)                                                                                                | Fromages                                                                                              |
| 59  | San Stefano d’Aveto (San Ste’)                                                                                             | Fromages                                                                                              |
| 60  | Sarasso (sarazzu) | Fromages                                                                                              |
| 61  | Söla (tumma, sola delle Alpi Marittime)                                                                                    | Fromages                                                                                              |
| 62  | Toma di Mendatica (dell’alta Valle Arroscia)                                                                               | Fromages                                                                                              |
| 63  | Butiru (bitiru, burro) | Matières grasses (beurre, margarine, huiles)                                                          |
| 64  | Olio extra vergine di oliva monovarietale di colombaia, colombara, culombera                                               | Matières grasses (beurre, margarine, huiles)                                                          |
| 65  | Olio extravergine di oliva arnasca                                                                                         | Matières grasses (beurre, margarine, huiles)                                                          |
| 66  | Aglio bianco (di Vessalico)                                                                                                | Produits végétaux à l'état naturel ou transformés                                                     |
| 67  | Albicocca tigrato, miscimìn tigrato                                                                                        | Produits végétaux à l'état naturel ou transformés                                                     |
| 68  | Albicocca valleggia | Produits végétaux à l'état naturel ou transformés                                                     |
| 69  | Arancio pernambucco (portugallo)                                                                                           | Produits végétaux à l'état naturel ou transformés                                                     |
| 70  | Asparago violetto di Albenga)                                                                                              | Produits végétaux à l'état naturel ou transformés                                                     |
| 71  | Carciofo di Provenza, violet di Provenza                                                                                   | Produits végétaux à l'état naturel ou transformés                                                     |
| 72  | Carciofo spinoso (violetto di Albenga)                                                                                     | Produits végétaux à l'état naturel ou transformés                                                     |
| 73  | Carciofo spinoso di Pompeiana                                                                                              | Produits végétaux à l'état naturel ou transformés                                                     |
| 74  | Carota di Albenga | Produits végétaux à l'état naturel ou transformés                                                     |
| 75  | Castagna bodrasca | Produits végétaux à l'état naturel ou transformés                                                     |
| 76  | Castagna gabbiana | Produits végétaux à l'état naturel ou transformés                                                     |
| 77  | Castagna secca | Produits végétaux à l'état naturel ou transformés                                                     |
| 78  | Cavolo broccolo (lavagnino)                                                                                                | Produits végétaux à l'état naturel ou transformés                                                     |
| 79  | Cavolo gaggetta | Produits végétaux à l'état naturel ou transformés                                                     |
| 80  | Chinotto di Savona | Produits végétaux à l'état naturel ou transformés                                                     |
| 81  | Ciliegia di Castelbianco                                                                                                   | Produits végétaux à l'état naturel ou transformés                                                     |
| 82  | Ciliegio durone sarzanese                                                                                                  | Produits végétaux à l'état naturel ou transformés                                                     |
| 83  | Cipolla di Pignone | Produits végétaux à l'état naturel ou transformés                                                     |
| 84  | Cipolla rossa (genovese, di Zerli)                                                                                         | Produits végétaux à l'état naturel ou transformés                                                     |
| 85  | Confettura di acacia, confettura di robinia                                                                                | Produits végétaux à l'état naturel ou transformés                                                     |
| 86  | Confettura di frutti di bosco                                                                                              | Produits végétaux à l'état naturel ou transformés                                                     |
| 87  | Confettura di petali di viola, confettura di violetta                                                                      | Produits végétaux à l'état naturel ou transformés                                                     |
| 88  | Confettura extra di petali di rosa, zucchero rosato                                                                        | Produits végétaux à l'état naturel ou transformés                                                     |
| 89  | Fagiolana di torza | Produits végétaux à l'état naturel ou transformés                                                     |
| 90  | Fagioli bianchi | Produits végétaux à l'état naturel ou transformés                                                     |
| 91  | Fagiolo borlotto di Mangia                                                                                                 | Produits végétaux à l'état naturel ou transformés                                                     |
| 92  | Fagiolo cannellino dall'occhio rosso                                                                                       | Produits végétaux à l'état naturel ou transformés                                                     |
| 93  | Fagiolo cannellino della Val di Vara                                                                                       | Produits végétaux à l'état naturel ou transformés                                                     |
| 94  | Fagiolo cenerino della Val di Vara (senerín)                                                                               | Produits végétaux à l'état naturel ou transformés                                                     |
| 95  | Fagiolo dell'aquila di Pignone (fagiolo dall'occhio)                                                                       | Produits végétaux à l'état naturel ou transformés                                                     |
| 96  | Fagiolo gianetto | Produits végétaux à l'état naturel ou transformés                                                     |
| 97  | Fagiolo lupinaro | Produits végétaux à l'état naturel ou transformés                                                     |
| 98  | Fagiolo rampicante basso di Pignone                                                                                        | Produits végétaux à l'état naturel ou transformés                                                     |
| 99  | Farina di castagne | Produits végétaux à l'état naturel ou transformés                                                     |
| 100 | Fichi figalini neri | Produits végétaux à l'état naturel ou transformés                                                     |
| 101 | Fichi rondette | Produits végétaux à l'état naturel ou transformés                                                     |
| 102 | Funghi sott’olio (porcino bianco, pinicola, cicalotti, galletti)                                                           | Produits végétaux à l'état naturel ou transformés                                                     |
| 103 | Fungo porcino secco | Produits végétaux à l'état naturel ou transformés                                                     |
| 104 | Fungo porcino spontaneo | Produits végétaux à l'état naturel ou transformés                                                     |
| 105 | Granturco dall'asciutto, granun                                                                                            | Produits végétaux à l'état naturel ou transformés                                                     |
| 106 | Melanzana tonda (genovese)                                                                                                 | Produits végétaux à l'état naturel ou transformés                                                     |
| 107 | Melo belfiore | Produits végétaux à l'état naturel ou transformés                                                     |
| 108 | Melo beverino | Produits végétaux à l'état naturel ou transformés                                                     |
| 109 | Melo bianchetta | Produits végétaux à l'état naturel ou transformés                                                     |
| 110 | Melo carla | Produits végétaux à l'état naturel ou transformés                                                     |
| 111 | Melo musona | Produits végétaux à l'état naturel ou transformés                                                     |
| 112 | Melo pipin | Produits végétaux à l'état naturel ou transformés                                                     |
| 113 | Melo rugginin | Produits végétaux à l'état naturel ou transformés                                                     |
| 114 | Melo stolla | Produits végétaux à l'état naturel ou transformés                                                     |
| 115 | Nocciolo bianchetta | Produits végétaux à l'état naturel ou transformés                                                     |
| 116 | Nocciolo codina | Produits végétaux à l'état naturel ou transformés                                                     |
| 117 | Nocciolo dall'orto | Produits végétaux à l'état naturel ou transformés                                                     |
| 118 | Nocciolo del rosso | Produits végétaux à l'état naturel ou transformés                                                     |
| 119 | Nocciolo longhera | Produits végétaux à l'état naturel ou transformés                                                     |
| 120 | Nocciolo menoia | Produits végétaux à l'état naturel ou transformés                                                     |
| 121 | Nocciolo noscella | Produits végétaux à l'état naturel ou transformés                                                     |
| 122 | Nocciolo ronchetta | Produits végétaux à l'état naturel ou transformés                                                     |
| 123 | Nocciolo savreghetta | Produits végétaux à l'état naturel ou transformés                                                     |
| 124 | Nocciolo tapparona | Produits végétaux à l'état naturel ou transformés                                                     |
| 125 | Nocciolo trietta | Produits végétaux à l'état naturel ou transformés                                                     |
| 126 | Olivo colombaia | Produits végétaux à l'état naturel ou transformés                                                     |
| 127 | Olivo lavagnina | Produits végétaux à l'état naturel ou transformés                                                     |
| 128 | Olivo mortina | Produits végétaux à l'état naturel ou transformés                                                     |
| 129 | Olivo pignola | Produits végétaux à l'état naturel ou transformés                                                     |
| 130 | Olivo razzola | Produits végétaux à l'état naturel ou transformés                                                     |
| 131 | Olivo rossese | Produits végétaux à l'état naturel ou transformés                                                     |
| 132 | Olivo taggiasca | Produits végétaux à l'état naturel ou transformés                                                     |
| 133 | Patata cabannese, sarvèga, purchin-a, matta                                                                                | Produits végétaux à l'état naturel ou transformés                                                     |
| 134 | Patata cannellina nera, cannellina                                                                                         | Produits végétaux à l'état naturel ou transformés                                                     |
| 135 | Patata di Pignone | Produits végétaux à l'état naturel ou transformés                                                     |
| 136 | Patata morella, muella, muellin-a                                                                                          | Produits végétaux à l'état naturel ou transformés                                                     |
| 137 | Patata quarantina bianca, quarantina genovese                                                                              | Produits végétaux à l'état naturel ou transformés                                                     |
| 138 | Patata quarantina gialla, giana riunda, giana de masùn                                                                     | Produits végétaux à l'état naturel ou transformés                                                     |
| 139 | Patata quarantina prugnona, prugnona, brignùn-a                                                                            | Produits végétaux à l'état naturel ou transformés                                                     |
| 140 | Patata salamina, calice al cornoviglio                                                                                     | Produits végétaux à l'état naturel ou transformés                                                     |
| 141 | Pesco birindella | Produits végétaux à l'état naturel ou transformés                                                     |
| 142 | Pisello (di Lavagna) | Produits végétaux à l'état naturel ou transformés                                                     |
| 143 | Pisello nero di L'Ago | Produits végétaux à l'état naturel ou transformés                                                     |
| 144 | Pomodoro cuore di bue | Produits végétaux à l'état naturel ou transformés                                                     |
| 145 | Radice (di Chiavari) | Produits végétaux à l'état naturel ou transformés                                                     |
| 146 | Rape | Produits végétaux à l'état naturel ou transformés                                                     |
| 147 | Rape di Nasino | Produits végétaux à l'état naturel ou transformés                                                     |
| 148 | Rose da sciroppo | Produits végétaux à l'état naturel ou transformés                                                     |
| 149 | Sciroppo di poligala, sciroppo di poligola                                                                                 | Produits végétaux à l'état naturel ou transformés                                                     |
| 150 | Sciroppo di rose | Produits végétaux à l'état naturel ou transformés                                                     |
| 151 | Sciroppo di viole | Produits végétaux à l'état naturel ou transformés                                                     |
| 152 | Scorzonera | Produits végétaux à l'état naturel ou transformés                                                     |
| 153 | Susine "balle d'ase" | Produits végétaux à l'état naturel ou transformés                                                     |
| 154 | Susine, fiaschette "da u cu amau" di Levanto                                                                               | Produits végétaux à l'état naturel ou transformés                                                     |
| 155 | Susino collo storto | Produits végétaux à l'état naturel ou transformés                                                     |
| 156 | Susino massina | Produits végétaux à l'état naturel ou transformés                                                     |
| 157 | Tartufo | Produits végétaux à l'état naturel ou transformés                                                     |
| 158 | Violetta di Villanova di Albenga                                                                                           | Produits végétaux à l'état naturel ou transformés                                                     |
| 159 | Vitigno barbarossa | Produits végétaux à l'état naturel ou transformés                                                     |
| 160 | Vitigno crovin | Produits végétaux à l'état naturel ou transformés                                                     |
| 161 | Vitigno moscatello di Taggia                                                                                               | Produits végétaux à l'état naturel ou transformés                                                     |
| 162 | Vitigno scimiscià | Produits végétaux à l'état naturel ou transformés                                                     |
| 163 | Zucca di Rocchetta Cengio                                                                                                  | Produits végétaux à l'état naturel ou transformés                                                     |
| 164 | Zucchino alberello di Sarzana                                                                                              | Produits végétaux à l'état naturel ou transformés                                                     |
| 165 | Zucchino genovese | Produits végétaux à l'état naturel ou transformés                                                     |
| 166 | Zucchino trombetta | Produits végétaux à l'état naturel ou transformés                                                     |
| 167 | Amaretti di Sassello | Pâtes fraîches et produits de boulangerie, biscuiterie, pâtisserie et confiserie                      |
| 168 | Amaretto di Gavenola | Pâtes fraîches et produits de boulangerie, biscuiterie, pâtisserie et confiserie                      |
| 169 | Amaretto di Rocchetta, Rocchetta                                                                                           | Pâtes fraîches et produits de boulangerie, biscuiterie, pâtisserie et confiserie                      |
| 170 | Baci della Riviera (baci di Alassio)                                                                                       | Pâtes fraîches et produits de boulangerie, biscuiterie, pâtisserie et confiserie                      |
| 171 | Barbagiuai | Pâtes fraîches et produits de boulangerie, biscuiterie, pâtisserie et confiserie                      |
| 172 | Biscette | Pâtes fraîches et produits de boulangerie, biscuiterie, pâtisserie et confiserie                      |
| 173 | Biscotti del lagaccio | Pâtes fraîches et produits de boulangerie, biscuiterie, pâtisserie et confiserie                      |
| 174 | Biscotti di semola di Gavenola                                                                                             | Pâtes fraîches et produits de boulangerie, biscuiterie, pâtisserie et confiserie                      |
| 175 | Biscotto di Taggia | Pâtes fraîches et produits de boulangerie, biscuiterie, pâtisserie et confiserie                      |
| 176 | Buccellato | Pâtes fraîches et produits de boulangerie, biscuiterie, pâtisserie et confiserie                      |
| 177 | Canestrelli (canestrello di Acquasanta, di Santo Stefano d'Aveto, canestrelletto di Torriglia )                            | Pâtes fraîches et produits de boulangerie, biscuiterie, pâtisserie et confiserie                      |
| 178 | Canestrelli di Avosso | Pâtes fraîches et produits de boulangerie, biscuiterie, pâtisserie et confiserie                      |
| 179 | Canestrelli di castagne | Pâtes fraîches et produits de boulangerie, biscuiterie, pâtisserie et confiserie                      |
| 180 | Canestrello di Brugnato | Pâtes fraîches et produits de boulangerie, biscuiterie, pâtisserie et confiserie                      |
| 181 | Canestrello di Taggia | Pâtes fraîches et produits de boulangerie, biscuiterie, pâtisserie et confiserie                      |
| 182 | Castagnole | Pâtes fraîches et produits de boulangerie, biscuiterie, pâtisserie et confiserie                      |
| 183 | Cavagnetto di Brugnato | Pâtes fraîches et produits de boulangerie, biscuiterie, pâtisserie et confiserie                      |
| 184 | Chinotto candito (di Savona)                                                                                               | Pâtes fraîches et produits de boulangerie, biscuiterie, pâtisserie et confiserie                      |
| 185 | Ciappe | Pâtes fraîches et produits de boulangerie, biscuiterie, pâtisserie et confiserie                      |
| 186 | Corsetti avvantaggiati | Pâtes fraîches et produits de boulangerie, biscuiterie, pâtisserie et confiserie                      |
| 187 | Corsetti del Levante Ligure                                                                                                | Pâtes fraîches et produits de boulangerie, biscuiterie, pâtisserie et confiserie                      |
| 188 | Corsetti della Val Polcevera                                                                                               | Pâtes fraîches et produits de boulangerie, biscuiterie, pâtisserie et confiserie                      |
| 189 | Cubàite | Pâtes fraîches et produits de boulangerie, biscuiterie, pâtisserie et confiserie                      |
| 190 | Farinata (ligure, di ceci)                                                                                                 | Pâtes fraîches et produits de boulangerie, biscuiterie, pâtisserie et confiserie                      |
| 191 | Farinata (savonese, bianca)                                                                                                | Pâtes fraîches et produits de boulangerie, biscuiterie, pâtisserie et confiserie                      |
| 192 | Focaccia | Pâtes fraîches et produits de boulangerie, biscuiterie, pâtisserie et confiserie                      |
| 193 | Focaccia al formaggio di Recco                                                                                             | Pâtes fraîches et produits de boulangerie, biscuiterie, pâtisserie et confiserie                      |
| 194 | Focaccia con pellette d'oliva di Albisola                                                                                  | Pâtes fraîches et produits de boulangerie, biscuiterie, pâtisserie et confiserie                      |
| 195 | Focaccia dolce sarzanese                                                                                                   | Pâtes fraîches et produits de boulangerie, biscuiterie, pâtisserie et confiserie                      |
| 196 | Frittelle della Val Bormida                                                                                                | Pâtes fraîches et produits de boulangerie, biscuiterie, pâtisserie et confiserie                      |
| 197 | Gattafìn | Pâtes fraîches et produits de boulangerie, biscuiterie, pâtisserie et confiserie                      |
| 198 | Gobelletti | Pâtes fraîches et produits de boulangerie, biscuiterie, pâtisserie et confiserie                      |
| 199 | Le ripiene dell'antico forno, le ripiene                                                                                   | Pâtes fraîches et produits de boulangerie, biscuiterie, pâtisserie et confiserie                      |
| 200 | Michetta | Pâtes fraîches et produits de boulangerie, biscuiterie, pâtisserie et confiserie                      |
| 201 | Millesimini | Pâtes fraîches et produits de boulangerie, biscuiterie, pâtisserie et confiserie                      |
| 202 | Ossa dei morti | Pâtes fraîches et produits de boulangerie, biscuiterie, pâtisserie et confiserie                      |
| 203 | Pan dei morti | Pâtes fraîches et produits de boulangerie, biscuiterie, pâtisserie et confiserie                      |
| 204 | Pandolce (genovese) | Pâtes fraîches et produits de boulangerie, biscuiterie, pâtisserie et confiserie                      |
| 205 | Pane a lievitazione naturale (pane crescente)                                                                              | Pâtes fraîches et produits de boulangerie, biscuiterie, pâtisserie et confiserie                      |
| 206 | Pane casereccio (della Val Bormida)                                                                                        | Pâtes fraîches et produits de boulangerie, biscuiterie, pâtisserie et confiserie                      |
| 207 | Pane di patate di Pignone (pan de patate)                                                                                  | Pâtes fraîches et produits de boulangerie, biscuiterie, pâtisserie et confiserie                      |
| 208 | Pane di Triora | Pâtes fraîches et produits de boulangerie, biscuiterie, pâtisserie et confiserie                      |
| 209 | Pane d'orzo | Pâtes fraîches et produits de boulangerie, biscuiterie, pâtisserie et confiserie                      |
| 210 | Pane rustico di Gavenola                                                                                                   | Pâtes fraîches et produits de boulangerie, biscuiterie, pâtisserie et confiserie                      |
| 211 | Panèra | Pâtes fraîches et produits de boulangerie, biscuiterie, pâtisserie et confiserie                      |
| 212 | Panettone con farina di castagne                                                                                           | Pâtes fraîches et produits de boulangerie, biscuiterie, pâtisserie et confiserie                      |
| 213 | Pansarola | Pâtes fraîches et produits de boulangerie, biscuiterie, pâtisserie et confiserie                      |
| 214 | Pasta sciancà | Pâtes fraîches et produits de boulangerie, biscuiterie, pâtisserie et confiserie                      |
| 215 | Pinolata | Pâtes fraîches et produits de boulangerie, biscuiterie, pâtisserie et confiserie                      |
| 216 | Poncrè | Pâtes fraîches et produits de boulangerie, biscuiterie, pâtisserie et confiserie                      |
| 217 | Quadrello di castagna, quadrello di rovegno "alta Val Trebbia"                                                             | Pâtes fraîches et produits de boulangerie, biscuiterie, pâtisserie et confiserie                      |
| 218 | Quaresimali | Pâtes fraîches et produits de boulangerie, biscuiterie, pâtisserie et confiserie                      |
| 219 | Ravioli di patate rosse | Pâtes fraîches et produits de boulangerie, biscuiterie, pâtisserie et confiserie                      |
| 220 | Raviolo alle erbette | Pâtes fraîches et produits de boulangerie, biscuiterie, pâtisserie et confiserie                      |
| 221 | Raviolo ligure | Pâtes fraîches et produits de boulangerie, biscuiterie, pâtisserie et confiserie                      |
| 222 | Raviolo magro | Pâtes fraîches et produits de boulangerie, biscuiterie, pâtisserie et confiserie                      |
| 223 | Rotelle | Pâtes fraîches et produits de boulangerie, biscuiterie, pâtisserie et confiserie                      |
| 224 | Schiumette | Pâtes fraîches et produits de boulangerie, biscuiterie, pâtisserie et confiserie                      |
| 225 | Sciuette | Pâtes fraîches et produits de boulangerie, biscuiterie, pâtisserie et confiserie                      |
| 226 | Spungata | Pâtes fraîches et produits de boulangerie, biscuiterie, pâtisserie et confiserie                      |
| 227 | Strozzagatti | Pâtes fraîches et produits de boulangerie, biscuiterie, pâtisserie et confiserie                      |
| 228 | Taggioen | Pâtes fraîches et produits de boulangerie, biscuiterie, pâtisserie et confiserie                      |
| 229 | Tirotto | Pâtes fraîches et produits de boulangerie, biscuiterie, pâtisserie et confiserie                      |
| 230 | Torcetti | Pâtes fraîches et produits de boulangerie, biscuiterie, pâtisserie et confiserie                      |
| 231 | Torrone, u turu'n | Pâtes fraîches et produits de boulangerie, biscuiterie, pâtisserie et confiserie                      |
| 232 | Torta crescente | Pâtes fraîches et produits de boulangerie, biscuiterie, pâtisserie et confiserie                      |
| 233 | Torta di Chiavari (torta de Ciävai)                                                                                        | Pâtes fraîches et produits de boulangerie, biscuiterie, pâtisserie et confiserie                      |
| 234 | torta di nocciole | Pâtes fraîches et produits de boulangerie, biscuiterie, pâtisserie et confiserie                      |
| 235 | Torta di riso dolce | Pâtes fraîches et produits de boulangerie, biscuiterie, pâtisserie et confiserie                      |
| 236 | Torta di Torriglia | Pâtes fraîches et produits de boulangerie, biscuiterie, pâtisserie et confiserie                      |
| 237 | Torta d'riso doza di Vezzano, torta d'riso d' V'zan                                                                        | Pâtes fraîches et produits de boulangerie, biscuiterie, pâtisserie et confiserie                      |
| 238 | Torta panarello (panarella)                                                                                                | Pâtes fraîches et produits de boulangerie, biscuiterie, pâtisserie et confiserie                      |
| 239 | Torta sacripantina | Pâtes fraîches et produits de boulangerie, biscuiterie, pâtisserie et confiserie                      |
| 240 | Torta scema | Pâtes fraîches et produits de boulangerie, biscuiterie, pâtisserie et confiserie                      |
| 241 | Torta stroscia | Pâtes fraîches et produits de boulangerie, biscuiterie, pâtisserie et confiserie                      |
| 242 | Trofie | Pâtes fraîches et produits de boulangerie, biscuiterie, pâtisserie et confiserie                      |
| 243 | Baciocca | Produits de la gastronomie                                                                            |
| 244 | Bagnùn d'acciughe | Produits de la gastronomie                                                                            |
| 245 | Brandacujun | Produits de la gastronomie                                                                            |
| 246 | Cappon magro | Produits de la gastronomie                                                                            |
| 247 | Capponata | Produits de la gastronomie                                                                            |
| 248 | Carne sotto il testo | Produits de la gastronomie                                                                            |
| 249 | Castagnaccio | Produits de la gastronomie                                                                            |
| 250 | Cima alla genovese | Produits de la gastronomie                                                                            |
| 251 | Ciuppìn | Produits de la gastronomie                                                                            |
| 252 | Condigion | Produits de la gastronomie                                                                            |
| 253 | Coniglio | Produits de la gastronomie                                                                            |
| 254 | Farinata di zucca | Produits de la gastronomie                                                                            |
| 255 | Fazzino | Produits de la gastronomie                                                                            |
| 256 | Focaccia verde | Produits de la gastronomie                                                                            |
| 257 | Focaccine di mais | Produits de la gastronomie                                                                            |
| 258 | Fràndura | Produits de la gastronomie                                                                            |
| 259 | Frittelle di baccalà | Produits de la gastronomie                                                                            |
| 260 | Gran pistau | Produits de la gastronomie                                                                            |
| 261 | Lattughe ripiene | Produits de la gastronomie                                                                            |
| 262 | Lisoni | Produits de la gastronomie                                                                            |
| 263 | Lumache | Produits de la gastronomie                                                                            |
| 264 | Mess-ciua | Produits de la gastronomie                                                                            |
| 265 | Micotti | Produits de la gastronomie                                                                            |
| 266 | Pan martin | Produits de la gastronomie                                                                            |
| 267 | Panella | Produits de la gastronomie                                                                            |
| 268 | Panissa | Produits de la gastronomie                                                                            |
| 269 | Pissalandrea | Produits de la gastronomie                                                                            |
| 270 | Polenta bianca | Produits de la gastronomie                                                                            |
| 271 | Preboggion | Produits de la gastronomie                                                                            |
| 272 | Sbira | Produits de la gastronomie                                                                            |
| 273 | Scarpazza | Produits de la gastronomie                                                                            |
| 274 | Scherpada | Produits de la gastronomie                                                                            |
| 275 | Sgabei | Produits de la gastronomie                                                                            |
| 276 | Stirpada | Produits de la gastronomie                                                                            |
| 277 | Stoccafisso | Produits de la gastronomie                                                                            |
| 278 | Testaroli | Produits de la gastronomie                                                                            |
| 279 | Torta di riso | Produits de la gastronomie                                                                            |
| 280 | Torta di riso e porri | Produits de la gastronomie                                                                            |
| 281 | Torta di zucca | Produits de la gastronomie                                                                            |
| 282 | Torta pasqualina | Produits de la gastronomie                                                                            |
| 283 | Ventre | Produits de la gastronomie                                                                            |
| 284 | Zuppa di muscoli | Produits de la gastronomie                                                                            |
| 285 | Acciuga sotto sale del Mar Ligure                                                                                          | Préparations de poissons, mollusques, crustacés, et techniques particulières d'élevage de ces espèces |
| 286 | Acciuga, acciuga di Monterosso                                                                                             | Préparations de poissons, mollusques, crustacés, et techniques particulières d'élevage de ces espèces |
| 287 | Cicciarelli di Noli | Préparations de poissons, mollusques, crustacés, et techniques particulières d'élevage de ces espèces |
| 288 | Gamberetti | Préparations de poissons, mollusques, crustacés, et techniques particulières d'élevage de ces espèces |
| 289 | Mitili (muscoli, del Golfo di La Spezia)                                                                                   | Préparations de poissons, mollusques, crustacés, et techniques particulières d'élevage de ces espèces |
| 290 | Mosciamme del Mar Ligure (musciàmme)                                                                                       | Préparations de poissons, mollusques, crustacés, et techniques particulières d'élevage de ces espèces |
| 291 | Tonnidi del Golfo Paradiso                                                                                                 | Préparations de poissons, mollusques, crustacés, et techniques particulières d'élevage de ces espèces |
| 292 | Zerlo di Noli | Préparations de poissons, mollusques, crustacés, et techniques particulières d'élevage de ces espèces |
| 293 | Latte fresco della Valle Stura                                                                                             | Produits d'origine animale (miel, produits laitiers, à l'exclusion du beurre)                         |
| 294 | Latte fresco di marinella                                                                                                  | Produits d'origine animale (miel, produits laitiers, à l'exclusion du beurre)                         |
| 295 | Miele della liguria | Produits d'origine animale (miel, produits laitiers, à l'exclusion du beurre)                         |
| 296 | Ricotta (recottu, ricotta della Val Stura, della Val d’Aveto)                                                              | Produits d'origine animale (miel, produits laitiers, à l'exclusion du beurre)                         |